# Jerome K. Jerome
Jerome Klapka Jerome (2 de mayo de 1859 - 14 de junio de 1927) fue un escritor inglés, famoso por su novela cómica de viajes Tres hombres en un bote.
Nació en el primero de Caldmore Road, en la esquina con Bradford Street, en Walsall, en el condado de Staffordshire, al norte de Inglaterra, donde ahora puede encontrarse un museo en su honor, creciendo en la pobreza en Londres. El listado de su obra incluye colecciones de ensayos Idle Thoughts of an Idle Fellow y Second Thoughts of an Idle Fellow, Three Men on the Bummel, secuela de Three Men in a Boat, y algunas otras novelas.

## Infancia
Jerome Klapka Jerome fue el cuarto hijo de Jerome Clapp Jerome, un predicador interesado en la arquitectura, y Marguerite Jones. Tenía dos hermanas y un hermano mayores. Su padre Jerome Clapp (que más tarde se rebautizó Jerome Clapp Jerome), fue un ferretero y predicador laico que se dedicó a la arquitectura. Debido a malas inversiones en la minería local la familia vivía en la pobreza y los cobradores de deudas visitaban frecuentemente su hogar, experiencia que Jerome describió vívidamente en su autobiografía My Life and Times. El joven Jerome deseaba ser un político o un hombre de letras, pero la muerte de sus padres en 1872, cuando tenía trece años, lo obligó a abandonar sus estudios y a encontrar un trabajo con que mantenerse. Fue empleado en el London and North Western Railway, inicialmente recogiendo los pedazos de carbón que caían a los lados de las vías, y permaneció en dicho trabajo durante cuatro años. Después probó todo tipo de trabajos, entre ellos los de periodista, actor y maestro, y todavía tenía tiempo de escribir.

## Carrera interpretativa y primeros escritos

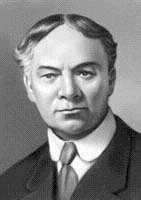
Fotografía de Jerome K. Jerome.

En 1877, inspirado por el amor que su hermana mayor profesaba por el teatro, Jerome K. Jerome decidiría intentar actuar, bajo el nombre artístico de Harold Crichton. Se unió a una compañía que trataba de producir obras con un presupuesto mínimo que frecuentemente dependía de los exíguos recursos de sus propios actores para la adquisición de los trajes y el atrezzo. Jerome reflexionaría más tarde sobre este período en On the Stage --and Off, donde se evidencia que entonces no tenía dinero alguno. Después de tres años en la carretera y sin éxito alguno, con 21 años, decidió haber tenido suficiente vida teatral y buscó otras ocupaciones. Intentó ser periodista, escribiendo ensayos, sátiras y relatos cortos, pero la mayoría fueron rechazados. Durante los años siguientes fue maestro de escuela, empaquetador y empleado de un bufete de abogados. Finalmente, en 1885, obtuvo algo de éxito con On the Stage --and Off, un libro de humor cuya publicación le abrió la puerta a la publicación de más obras y ensayos. Idle Thoughts of an Idle Fellow (Los ociosos pensamientos de un ocioso), una colección de ensayos humorísticos, se publicó en 1886.  Esa coleccción de ensayos había aparecido anteriormente en la entonces recientmente fundada revista Home Chimes. El 21 de junio de 1888 Jerome se casó con Georgina Elisabeth Henrietta Stanley Marris (también conocida como Ettie), nueve días después de que ésta se hubo divorciado de su primer marido. Tenía una hija de su anterior matrimonio, que duró cinco años, llamada Elsie (su nombre real era también Georgina). La luna de miel tuvo lugar en un pequeño barco en el Támesis, un hecho que sería significativo en su literatura, el germen de su obra más importante: Three Men in a Boat (Tres hombres en un bote).

## Three Men in a Boaty la última parte de su carrera
Jerome se sentó a escribir Three Men in a Boat (Tres hombres en un bote) tan pronto como la pareja estuvo de vuelta de su luna de miel. En la novela, su esposa fue sustituida por sus amigos de toda la vida: George Wingrave (George) y Carl Hentschel (Harris). Esto le permitió crear situaciones cómicas, poco sentimentales, que sin embargo estaban ligadas con la historia de la región del Támesis. El libro, publicado en 1889, se convirtió instantáneamente en un éxito y ha permanecido imprimiéndose hasta nuestros días. Su popularidad fue tal que el número de registro de barcos en el Támesis subió un cincuenta por ciento al año siguiente de su publicación, contribuyendo significativamente a que dicho río se convirtiera en una atracción turística. Sólo en los primeros veinte años el libro vendió más de un millón de ejemplares en todo el mundo. Había sido adaptada al cine (Tres hombres en un bote), la televisión, la radio, obras de teatro, e incluso musicales. Su estilo literario influenció a muchos humoristas y satíricos en Inglaterra y otros muchos lugares. Su resistencia puede deberse al estilo y la elección de las localizaciones, que no han cambiado nada, lo que hace que apenas parezca fechada. Con la seguridad económica que las ventas le produjeron Jerome fue capaz de dedicar todo su tiempo a la escritura. Escribió un gran número de obras, ensayos y novelas, pero ya nunca le fue posible alcanzar un éxito similar al de Three Men in a Boat. 
En 1892 fue elegido para editar The Idler, sobre Rudyard Kipling. La revista fue una publicación satírica mensual destinada a caballeros que, siguiendo la temática de la publicación, disfrutaban de la pereza. En 1893 fundó To-Day, pero fue retirado de ambas publicaciones debido a problemas económicos. La obra de Jerome Biarritz tuvo una duración de dos meses en el teatro Prince of Wales entre abril y junio de 1896.
En 1898 una corta estancia en Alemania le inspiraría Three Men on the Bummel, la secuela de Three Men in a Boat. Aunque Jerome introducía a los mismos protagonistas en el escenario de un tour extranjero en bicicleta, el libro fue incapaz de atraer la misma atención que su predecesor, por falta de fuerza vital y raíces históricas, convirtiéndose en un éxito medio. Sin embargo, algunas de las escenas cómicas individuales que forman "Bummel" han sido elogiadas tanto como las de "Boat".
En 1902 publicó la novela Paul Kelver, que es considerada como autobiográfica. Su obra Passing of the Third Floor Back, de 1908, presentó a un Jerome más sombrío, lo que el público fue un poco reacio a aceptar. El personaje principal fue interpretado por uno de los actores principales de la época, Johnston Forbes-Robertson, y la obra tuvo un gran éxito comercial. Se adaptó al cine dos veces, en 1918 y 1935. Sin embargo, la obra fue condenada por los críticos: Max Beerbohm la describió como "vilmente estúpida" y escrita por un "escritor de segunda".

## La I Guerra Mundial y sus últimos años

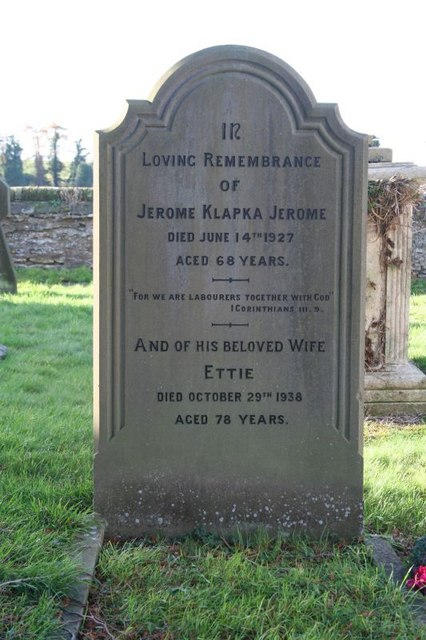
Tumba de Jerome en Ewelme (2009).

Jerome se ofreció como voluntario para servir a su país al comienzo de la guerra, pero debido a su edad (56 años) fue rechazado por el ejército británico. Consiguió, sin embargo, ser conductor de ambulancias en el ejército francés. Se dice que esta experiencia bélica aguó su entusiasmo patriótico y le afectó tanto como la muerte de su hijastra, Elsie, en 1921. En 1926 Jerome publicó su autobiografía, My Life and Times. Poco después el pueblo de Walsall le otorgó el título de Freeman of the Borough. En junio de 1927 Jerome sufrió un ataque de parálisis y una hemorragia cerebral. Estuvo en el hospital durante dos semanas antes de sucumbir el 14 de junio. Fue incinerado en Golders Green y enterrado en la iglesia de St Mary, Ewelme, Oxfordshire. Elsie, Ettie y su hermana, Blandina, están enterradas allí también.
Un museo dedicado a la vida y la obra del gran humorista se encuentra en su casa natal, en el mismo Walsall.

## Legado

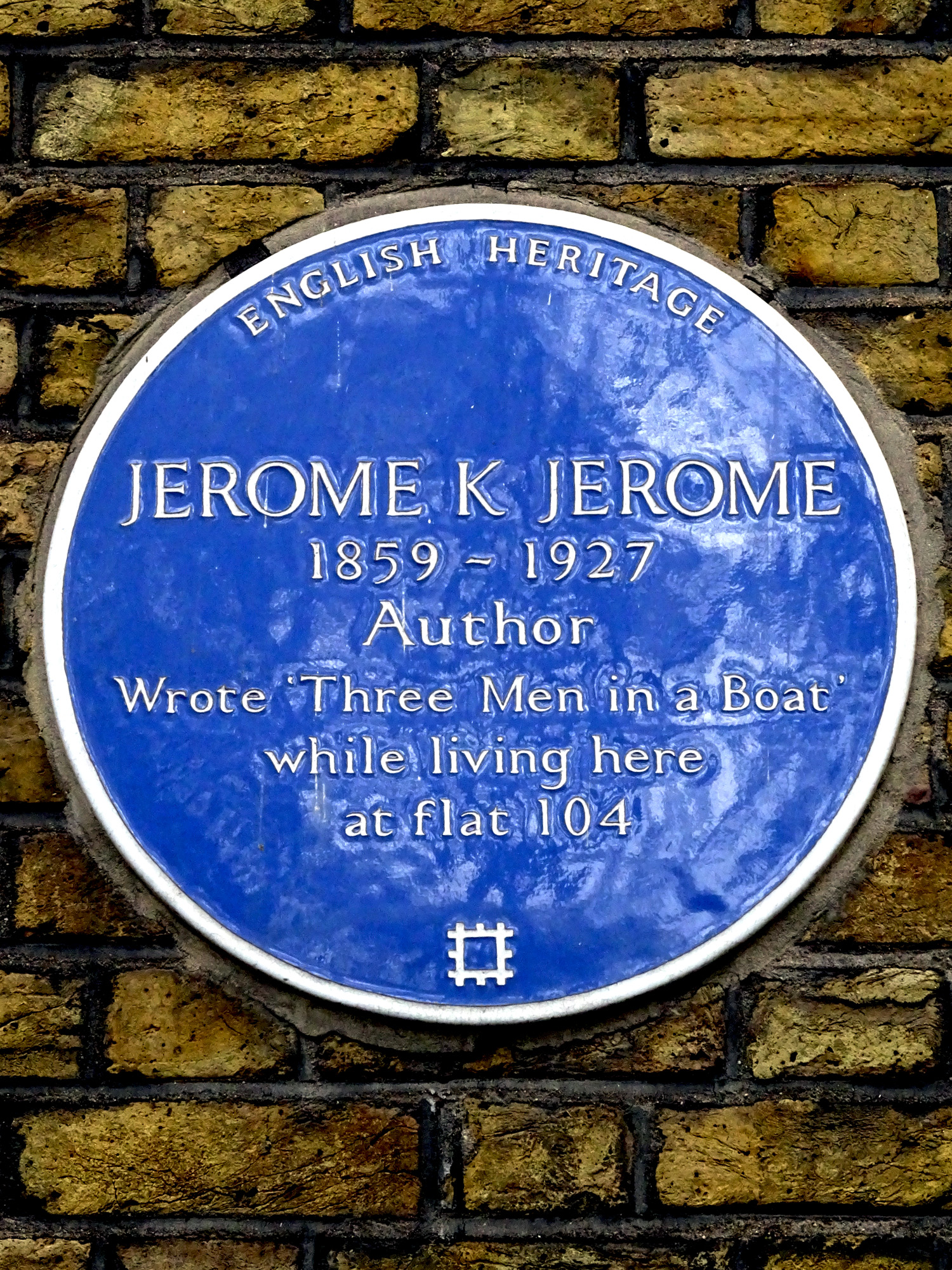
Placa azul erigida en 1989 por English Heritage en 91-104 Chelsea Gardens, Chelsea Bridge Road, Chelsea, Londres SW1W 8RQ, Royal Borough of Kensington and Chelsea.

- Lazy Thoughts of en Lazy Girl, un libro del seudónimo "Jenny Wren", se publicó en 1891. El autor es una mujer anónima.[13]
- La autora de ciencia ficción Connie Willis acreditó a Jerome como la fuente del título de su novela To Say Nothing of the Dog, que es el subtítulo de Three Men in en Boat.
- De 1984 a 2008, hubo un museo en homenaje en Walsall, su lugar de nacimiento.[14]
- Una escultura de un barco y un mosaico de un perro conmemoran su libro Three Men in en Boat on the Millennium Green en New Southgate, Londres, donde vivió de niño.
- Hay una placa azul del patrimonio inglés que dice "Jerome K. Jerome (1859–1927). El autor escribió "Tres hombres en un barco" mientras vivía aquí en el piso 104" en el 104 Chelsea Gardens, Chelsea Bridge Road, Londres, Reino Unido . Fue erigida en el año 1989.[15]
- Hay una empresa de cerveza llamada Cerveza Jerome en Mendoza, Argentina. Su fundador era un fan de Three Men in en Boat.[16]
- Un edificio del campus de Walsall, en la Universidad de Wolverhampton, lleva su nombre.
- British Rail nombró una de sus locomotoras diesel de clase 31 en su nombre el 6 de mayo de 1990 en Bescot.[17]
- Hay una serie de novelas gráficas en francés tituladas Jerome K. Jerome Bloche Archivado el 21 de octubre de 2015 en Wayback Machine. por el autor.
- El segundo nombre de Jerome era en honor de un amigo de la familia, un general húngaro exiliado llamado Geroge Klapka, invitado en su casa cuando nació Jerome.
- George Wingrave es descrito en Three Men in a Boat (Tres hombres en un bote) como un empleado de banco. Más tarde se convertiría en director del Barclays Bank.
- La ruta de bajada del Támesis de Three Men in a Boat (Tres hombres en un bote) fue reproducida en 2005 por los humoristas de la BBC Dara O'Briain, Rory McGrath y Griff Rhys Jones.
- Jerome fue buen amigo de J.M. Barrie, H. G. Wells, Rudyard Kipling, Arthur Conan Doyle, Thomas Hardy e Israel Zangwill.

- Three Men in a Boat (Tres hombres en un bote) es famosa en Rusia y Pakistán porque el libro o extractos de éste son frecuente material de lectura en sus escuelas públicas.

- Jerome inspiró a H. G. Wells la creación de Little Wars, uno de los primeros reglamentos para juegos de guerra.

### Novelas

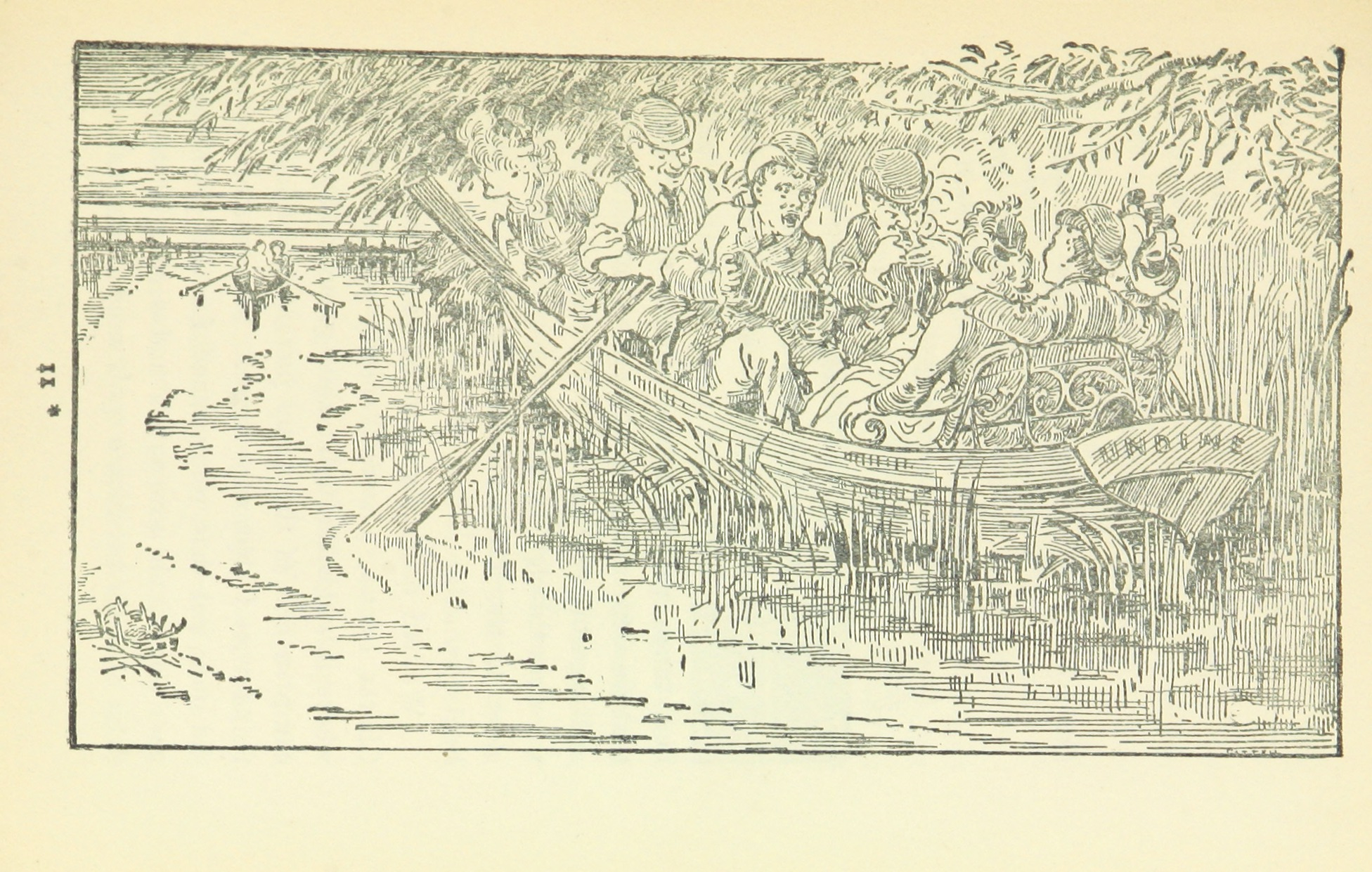
Ilustración en la edición de Three Men in a Boat. Marca de estantería: «British Library HMNTS 12639.pp.25». Página: 153 Lugar de publicación: Bristol, Fecha de publicación: 1889, Emisión: monográfica Identificador: 001866321.

- Idle Thoughts of an Idle Fellow (1886)
- Three Men in a Boat, Tres hombres en un bote (1889)
- The Diary of a Pilgrimage (1891)
- Novel Notes (1893)
- Second Thoughts of an Idle Fellow (1898)
- Three Men on the Bummel (aka Three Men on Wheels) (1900)
- Paul Kelver, a novel (1902)
- Tommy and Co. (1904)
- They and I (1909)
- All Roads Lead to Calvary (1919)
- Anthony John (1923)
- The Love of Ulrich Nebendahl (1909)
- The Philosopher's Joke (1909)

### Colecciones
- Told After Supper (1891)
- John Ingerfield: And Other Stories (1894)
- Sketches in Lavender, Blue and Green (1895)
- The Observations of Henry (1901)
- The Angel and the Author and Others (1904)
- American Wives and Others (1904)
- The Passing of the Third Floor Back: And Other Stories (1907)
- Malvina of Brittany (1916)
- Three Men in a Boat (Tres hombres en un bote) y Three Men on the Bummel (1974)
- After Supper Ghost Stories: And Other Tales (1985)

### No-ficción
- My Life and Times (1926)

### Antologías que incluyen relatos de Jerome Klapka Jerome
- Great Short Stories of Detection, Mystery and Horror 1st Series (1928)
- A Century of Humour (1934)
- The Mammoth Book of Thrillers, Ghosts and Mysteries (1936)
- Alfred Hitchcock Presents (1957)
- Famous Monster Tales (1967)
- The 5th Fontana Book of Great Ghost Stories (1969)
- The Rivals of Frankenstein (1975)
- The 17th Fontana Book of Great Ghost Stories (1981)
- Stories in the Dark (1984)
- Gaslit Nightmares (1988)
- Horror Stories (1988)
- 100 Tiny Tales of Terror (1996)
- Knights of Madness: Further Comic Tales of Fantasy (1998)
- 100 Hilarious Little Howlers (1999)

### Relatos cortos
- The Haunted Mill (1891)
- The New Utopia (1891)
- The Dancing Partner (1893)
- Christmas Eve in the Blue Chamber
- Silhouettes
- The Skeleton
- The Snake
- The Woman of the Saeter

### Teatro
- Paseo por el tercer piso.
- Milord, la corista y el servicio doméstico.
- Bárbara.

### En español
- TRES HOMBRES EN UNA BARCA (por no mencionar al perro), Jerome K. Jerome, Blackie Books - 9788419172242
- ELLOS Y YO, Jerome K. Jerome, MODERNITO BOOKS - 9788494488214
- TRES HOMBRES EN BICICLETA, Jerome K. Jerome, FUGA EDICIONES - 9788494594434